# چاملیجا (بسنی)
چاملیجا (به ترکی استانبولی: Çamlıca) یک منطقهٔ مسکونی در ترکیه است که در بسنی واقع شده‌است.